# Cymbaria
- Commons
- Wikispecies

Cymbaria L. é um género botânico pertencente à família Orobanchaceae.

## Espécies
- Cymbaria borysthenica
- Cymbaria chaneti
- Cymbaria daurica
- Cymbaria linearifolia
- Cymbaria mongolica
- «Lista das espécies»

## Classificação do gênero
| Sistema | Classificação                        | Referência               |
| ------- | ------------------------------------ | ------------------------ |
| Linné   | Classe Didynamia, ordem Angiospermia | Species plantarum (1753) |